# Dissociation (kemi)
Dissociation är inom kemin en upplösning av en kemisk förening i mindre beståndsdelar, exempelvis brytande av jonbindningar när salter löses i vatten eller något annat lösningsmedel, eller när en syremolekyl lämnar hemoglobin i blodet. Även lösning av syror i vatten kallas något oegentligt för dissociation, om man tänker sig att syran delas upp i en vätejon H+ och en korresponderande bas (i själva verket tas vätejonen omedelbart upp av en vattenmolekyl och bildar en hydroniumjon H3O+, även kallad oxoniumjon). Jämvikten mellan dissociationsprodukterna och det odissocierade ämnet kan beskrivas med en dissociationskonstant.
Denna dissociationskonsonant kan skrivas så här:
{\displaystyle \mathrm {A} _{x}\mathrm {B} _{y}\rightleftharpoons x\mathrm {A} +y\mathrm {B} \ \alpha }
Dissociationsgraden kan skrivas:
{\displaystyle \alpha } = (mängd dissocierad X) / (total (initial) mängd X)